# 다케나카 미노루
다케나카 미노루(일본어: 竹中 穣, 1976년 11월 19일 ~ )는 일본의 전 축구 선수이다.

## 구단 경력
과거 요코하마 FC에서 활동하였다.